# Třída Suffren (1965)
Třída Suffren byla třída protiletadlových fregaty francouzského námořnictva. Třída se skládala z jednotek Suffren (D 602) a Duquesne (D 603), jejichž hlavním úkolem byla protiletadlová a protiponorková ochrana francouzských letadlových lodí Clemenceau a Foch. Ve francouzském námořnictvu sloužily až do svého vyřazení v letech 2001 a 2007.

## Stavba

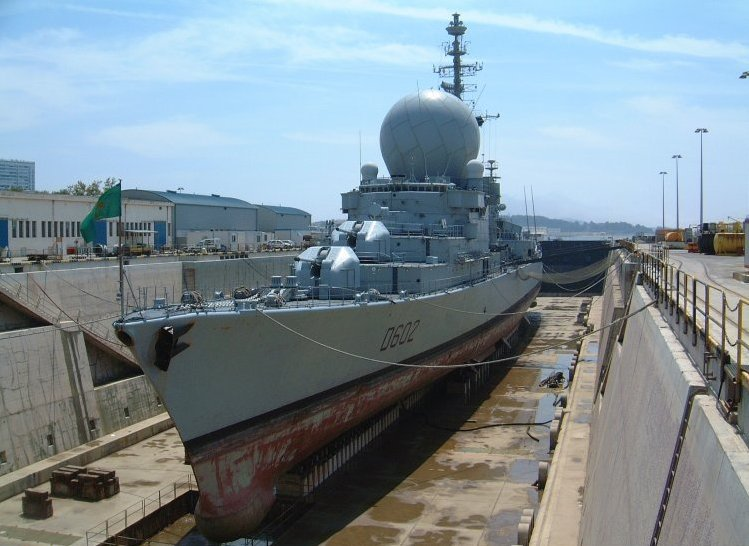
Suffren v suchém doku

Kýl fregaty Suffren byl založen v prosinci 1962 v loděnici Arsenal de Brest v Brestu, 15. května 1965 byl spuštěn na vodu a konečně 20. července 1967 vstoupil do aktivní služby.
Kýl sesterské jednotky Duquesne byl založen v listopadu 1966 v loděnici Arsenal de Lorient v Lorientu, 12. února 1966 byl spuštěn na vodu a 1. dubna 1970 vstoupil do aktivní služby.
Jednotky třídy Suffren:
| Jméno           | Spuštěna        | Vstup do služby   | Status        |
| --------------- | --------------- | ----------------- | ------------- |
| Suffren (D602)  | 15. května 1965 | 20. července 1967 | Vyřazen 2001. |
| Duquesne (D603) | 12. února 1966  | 1. dubna 1970     | Vyřazen.      |

## Konstrukce

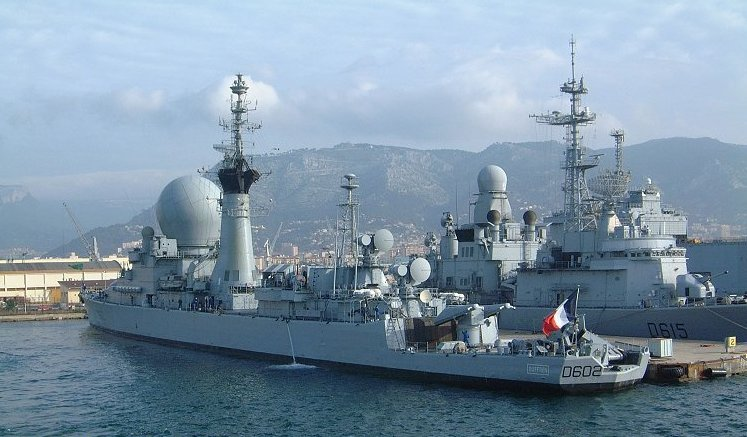
Protiletadlový systém Masurca na zádi fregaty Suffren

Hlavňovou výzbroj tvořily dvě příďové dělové věže se 100mm kanóny Creusot-Loire, doplněné o dva 30mm kanóny na zadní nástavbě (později je nahradil stejný počet hlavní ráže 20 mm). Uprostřed trupu se dále nacházel protiponorkový systém Malafon se zásobou 13 torpéd. Protiponorkovou výzbroj doplnily čtyři 550mm torpédomety na bocích, pro které bylo neseno 10 torpéd typu L 5. Hlavní zbraní fregat bylo jedno dvojité vypouštěcí zařízení francouzských protiletadlových řízených střel Masurca, k nimiž byl neseno celkem 48 střel. Charakteristickou siluetu lodí dotvářela mohutné kopule přehledového radaru DRBI 23 na střeše hlavní nástavby. Příďový sonar typu DUBV 23 doplňoval vlečný sonar s měnitelnou hloubkou ponoření typu DUBV 43. V druhé polovině 70. let byly na obě jednotky instalovány čtyři kontejnery protilodních střel MM38 Exocet.
Pohonný systém tvořily čtyři kotle a dvě převodové turbíny. Nejvyšší rychlost dosahovala 34 uzlů.